# Якоб Лаговарі
Якоб Лаговарі (рум. Iacob N. Lahovari; *16 січня 1846, Бухарест — †7 лютого 1907, Париж) — румунський генерал, політичний діяч і дипломат, військовий міністр і міністр закордонних справ Румунського королівства.

## Життя і політична кар'єра
Навчався в Бухарестській школі офіцерів в 1859-1864, а потім в Політехнічному університеті в Парижі в 1864-1870. В 1870 закінчив Університет Сорбонна зі ступенем в області математики.
Якоб Лаговарі мав двох братів: Александру Лаговарі і Йона Лаговарі, обидва займали посади міністрів закордонних справ.
Після вступу на військову службу, Лаговарі досить швидко зробив військову кар'єру:
- 1864 — лейтенант;
- 1870 — капітан;
- 1871 — майор;
- 1874 — підполковник;
- 1877 — полковник;
- 1883 — бригадир;
- 1900 — генерал.

Він служив міністром закордонних справ понад два роки.
Помер 7 лютого 1907 і був замінений на посаді Йоном Лаговарі.